# São José de Ubá
São José de Ubá is een gemeente in de Braziliaanse deelstaat Rio de Janeiro. De gemeente telt 7.220 inwoners (schatting 2009).
De gemeente grenst aan Cambuci, Itaperuna, Miracema en Santo Antônio de Padua.